# L'ospite ferito
L'ospite ferito è un film muto italiano del 1916 diretto e interpretato da Ernesto Vaser.